# Джишну Рагхаван
Джишну Рагхаван (малаял. ജിഷ്ണു രാഘവൻ, англ. Jishnu Raghavan; 23 апреля 1979, Каннур — 25 марта 2016, Кочин) — индийский актёр, снимавшийся в фильмах на малаялам. Сын популярного актёра прошлых лет Рагхавана. Снялся в 21 фильме. Умер от рака гортани.

## Биография
Джишну родился 23 апреля 1979 года в Каннуре в семье актёра Рагхавана и его жены Шобхи. Его младшая сестра Джотсна — археолог. Будущий актёр окончил National Institute of Technology Calicut в Кожикоде, получив профессию инженера. Был женат на архитекторе Дхании Раджан.
Впервые он появился на экране ещё ребёнком в фильме Kilippattu (1987), поставленном его отцом Рагхаваном, а в 2002 году дебютировал как ведущий актёр в Nammal режиссёра Камала. Роль озорного студента колледжа принесла ему Kerala Film Critics Association Awards за лучший дебют.
В следующие годы исполнил главные роли в фильмах Choonda и Valathottu Thirinjal Nalamathe Veedu (2003), Freedom и Parayam (2004) и второстепенные в Nerariyan CBI, Pauran (2005) и Chakkara Muthu (2006). После чего взял перерыв, во время которого работал по основной специальности.
Джишну вернулся на экраны в 2012 году в роли школьного учителя в картине «Вид из окна»,
после чего снялся в Nidra, «Отеле „Устад“», Banking Hours 10 to 4, Annum Innum Ennum, Rebbecca Uthup Kizhakemala и Kallappadam, заработав умеренные и положительные отзывы критиков. Он также появился в небольшой роли в хинди-язычном фильме Traffic (2016), который вышел в прокат уже после его смерти.
В 2014 году актёр успешно перенёс операцию по удалению раковой опухоли.
Однако год спустя рак вернулся.
Джишну была назначена химиотерапия, но несмотря на лечение, актёр скончался утром 25 марта 2016 года в частной больнице Amrita Institute of Medical Sciences в Коччи.